# Lanercost
Lanercost – wieś w Anglii, w Kumbrii, w dystrykcie (unitary authority) Cumberland. Leży 18 km na północny wschód od miasta Carlisle i 421 km na północny zachód od Londynu.